# Скримджер, Джон, 1-й граф Данди
Джон Скримджер, 3-й виконт Дадхоуп, 1-й граф Данди (англ. John Scrymgeour, 3rd Viscount Dudhope and 1st Earl of Dundee; ? — 23 июня 1668) — шотландский дворянин, участник Войн трёх королевств.

## Биография
Старший сын Джеймса Скримджера, 2-го виконта Дадхоупа (? — 1644), и леди Изабель Кер, дочери Роберта Кера, 1-го графа Роксбурга, и Маргарет Мейтленд.
В 1644 году после смерти своего отца Джон Скримджер унаследовал титулы 3-го виконта Дадхоупа (Пэрство Шотландии) и 3-го лорда Скримджера (Пэрство Шотландии).
Один из лидером роялистов во время Гражданской войны. В 1648 году он присоединился к герцогу Гамильтону и генералу Джону Миддлтону (впоследствии 1-му графу Миддлтону) в попытке спасти Карла I и командовал отрядом кавалерии в битве при Престоне. Ему удалось бежать в Шотландию после поражения роялистов.
Джон Скримджер сопровождал Карла II в замке Стерлинг в 1651 году и отправился с ним в Англию в экспедиции, которая завершилась битвой при Вустере. Он снова остался невредимым, а затем присоединился к графу Миддлтону в неудачной кампании на севере в 1654 году. Он был схвачен в горах Ангуса отрядом солдат Кромвеля и отправлен в плен в Лондон, где некоторое время содержался под стражей.
Во время Реставрации Стюартов его преданность была вознаграждена. Он был назначен членом Тайного совета Шотландии и получил титул 1-го графа Данди 8 сентября 1660 года. Также ему были пожалованы титулы 1-го виконта Дадхоупа и 1-го лорда Скримджера и Инверкитинга (Пэрство Шотландии), с правом наследования для наследников мужского пола.
Лорд Дадли скончался 23 июня 1668 года, не оставив потомства.

## Семья
В июле 1644 года Джон Скримджер женился на леди Энн Рамсей, дочери Уильяма Рамсея, 14-го графа Дальхаузи (? — 1672), и леди Маргарет Карнеги. После смерти Джона его вдова в 1670 году вторично вышла замуж за сэра Генри Брюса из Клакманнана.